# Betsy Rijkens-Culp
Betsy Rijkens-Culp, koosnaam Beppie Culp, (Groningen, 23 juli 1884 – Amsterdam, 14 juni 1958) was een Nederlands pianiste.

## Achtergrond
Bertha Julia Culp werd geboren binnen het gezin van musicus/ondernemer Baruch Culp en Sara Cohen. Baruch Culp had minstens vier broers die in de muziek zaten. Betsy’s zuster was de beroemde zangeres Julia Culp (eigenlijke naam Julia Bertha Culp), twee nichten Betsy Culp en Juliette Culp waren ook pianist. In tegenstelling tot haar zus en nichten huwde ze relatief vroeg en werd ze voornamelijk bekend onder de naam Betsy Rijkens-Culp. Haar man Rein(tjo) Rijkens was arts, was betrokken bij de Boerenoorlogen in Zuid-Afrika en had enkele maanden opgesloten gezeten in een krijgsgevangenkamp op Ceylon. Bertha Julia Culp, overleden op Victorieplein 47, werd net als haar man in 1938 gecremeerd op Driehuis-Westerveld. Zoon Rein Rijkens zou het brengen tot directeur van Unilever.

## Muziek
De zusjes Culp kregen de eerste muziekopleiding van hun vader en trokken veelvuldig samen op. Ze gingen muzikaal min of meer uit elkaar toen Julia Culp in Amsterdam en later in Berlijn ging studeren. In 1903 ging Betsy haar zus achterna en samen concerteerden ze (weer) in Duitsland. Toen Julia trouwde ging Betsy er alleen op uit en zocht de muziekwereld van de Verenigde Staten op. In 1906 was Betsy weer terug in Berlijn bij haar zus. Twee jaar later was ze in Groningen om er te trouwen met Rein Rijkens. Het echtpaar Rijkens verhuisde naar Amsterdam en maakte er kennis met de kunstwereld aldaar. Rijkens had bijvoorbeeld Jan Sluijters als patiënt, diens vrouw had dan weer pianoles van Betsy, die echter toen grotendeels het beroep van huisvrouw voerde. Het echtpaar ondersteunde Herman Heijermans, toen die het financieel moeilijk had, etc. Wanneer zus Julia weer eens in Nederland was, herenigden de twee zusters zich voor optredens. Naast haar muzikale activiteiten was Betsy ook betrokken bij de vrouwenbeweging. Vanaf de officiële oprichting van het Internationale Archief voor de Vrouwenbeweging in 1935 was ze actief als penningmeester. Tot groot verdriet van haar medebestuursleden moest ze deze functie in de loop van 1937 neerleggen wegens gezondheidsredenen. In 1938 overleed haar man en nog in datzelfde jaar trok haar zus bij haar in vanwege het opkomend nazisme. Het jaar daarop verhuisden de twee dames naar "de Wolkenkrabber" in Amsterdam. In de Tweede Wereldoorlog moesten de twee onderduiken, maar kregen in het verloop van die oorlog vrijstelling en konden hun flat weer betrekken. Na de oorlog gaf het stel nog diverse huiskamerconcerten.
Betsy Rijkens-Culp stond altijd in de schaduw van haar zus en nicht (Betsy Culp). De moeder van Julia en Betsy constateerde echter dat de loopbaan van Julie Culp heel anders was verlopen zonder zus Betsy.